# Červeněves
Červeněves (německy Rothendorf) je vesnice, část obce Smidary v okrese Hradec Králové. Nachází se asi 1,5 kilometru jihovýchodně od Smidar. Prochází zde silnice II/327. Červeněves je také název katastrálního území o rozloze 2,37 km².

## Historie
První písemná zmínka o obci pochází z roku 1318.

## Přírodní poměry
Východně od vesnice protékají řeky Cidlina a Javorka, jejichž tok je zde součástí přírodní památky Javorka a Cidlina – Sběř.

## Pamětihodnosti
- Krucifix